# 波氏同鰭鰩
波氏同鰭鰩（學名：Sympterygia bonapartii），為軟骨魚綱鰩目單鰭鰩科同鰭鰩屬的一種，分布於東南太平洋智利；西南大西洋巴西南大河州到阿根廷勞松海域，深度可達150公尺，體長可達63公分，棲息在軟底質海域，為底棲性魚類，屬肉食性，卵生, 卵為長方形鞘囊具有堅硬的觸角，生活習性不明，可作為食用魚。